# Aufstand von Husino
Der Aufstand von Husino (serbokroatisch Хусинска буна Husinska buna) brach im Zuge des von der Kommunistischen Partei Jugoslawiens (KPJ) organisierten und vom 21. bis 28. Dezember 1920 dauernden Generalstreiks der Bergarbeiter von Kreka, in der Nähe der bosnischen Industriestadt Tuzla im Königreich der Serben, Kroaten und Slowenen aus.

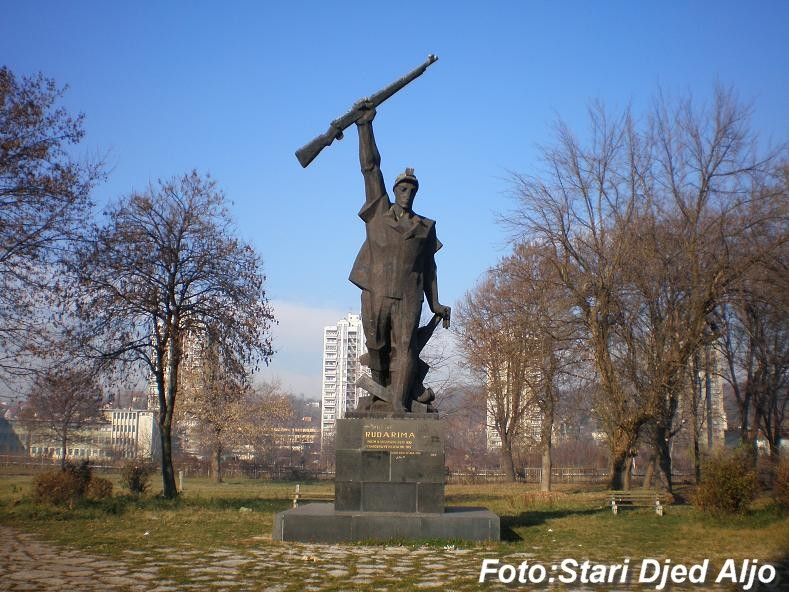
Denkmal für den Aufstand von Husino in Tuzla (2009).

Im ehemaligen sozialistischen Jugoslawien wurde der Aufstand als eines der wichtigsten historischen Ereignisse in Jugoslawien bezeichnet und als ein Beispiel für den Klassenkampf gegen Ungerechtigkeit und Unterdrückung genannt.

## Vorgeschichte
Den Namen bekam der Aufstand von dem Bergarbeiterdorf Husino, ebenfalls in der Nähe von Tuzla gelegen. Die Ursachen des Streiks waren der Vertragsbruch der Regierung, bei dem diese die Tageslöhne der Arbeiter stark senkte. Obwohl dieses ein deutlicher Bruch des auch von der Regierung unterschriebenen Vertrages war, erklärte diese den darauffolgenden Streik für illegal. Am Streik beteiligten sich über 7000 Arbeiter, er wurde von der Kommunistischen Partei Jugoslawiens über die Gewerkschaft der Arbeiter organisiert. Diese 7000 Arbeiter stammten aus dem ganzen Gebiet Jugoslawiens, und so beschloss die Regierung, den Arbeitern die staatlichen Wohnungen zu entziehen, in der Hoffnung diese würden dann nach Hause gehen und man könnte dann die Einheimischen leichter zur Wiederaufnahme der Arbeit zwingen. Um der Situation Herr zu werden, begann die Regierung schon am ersten Tag Arbeiter, die in staatlichen Wohnungen lebten, auf die Straße zu setzen. Über 300 Familien wurden delogiert. Diese aber fanden Aufnahme bei den Familien der Bergarbeiter von Husino und einigen anderen Dörfern nahe Tuzla.
Die Hauptakteure des Aufstandes waren Jure Kerošević (Guja), Osman Đulović (Topčo), Mujo Đulović (Mujko), Karlo Železnik, Ivan Brcun, Franjo Marić, Marko Fidler, Božo Mrkić, Simo Topalović und Mijo Tomić.

## Verlauf
Am 27. Dezember 1920 schickte der Kreisvorsteher Dimitrije Grudić 12 Polizisten, um die untergetauchten Familien zu verhaften und sie auszuweisen. Bewaffnet mit einigen Revolvern und Gewehren, erwarteten die Arbeiter diese Einheit und in der folgenden Auseinandersetzung wurden 3 Polizisten gefangen genommen und einer wurde tödlich verletzt. Daraufhin mobilisierte Grudić zwei Infanterie-Bataillone, bewaffnet mit Maschinengewehren, 50 Polizisten und 20 Mitglieder der „Volksgarde“ und begab sich nach Husino. Der Angriff erfolgte um Mitternacht zwischen dem 27. und dem 28. Dezember. Bis zum Morgen des Tages war der Aufstand von Husino im Blut erstickt.
Der Vergeltungsaktion, die vor allem von der „Volksgarde“ erledigt wurde, fielen in den nächsten Tagen 35 Menschen zum Opfer. Dreizehn Monate später bekam der Aufstand von Husino seinen Epilog in einem großen Gerichtsprozess in Tuzla, bei dem 350 Arbeiter angeklagt waren. Die meisten bekamen Gefängnisstrafen, Juro Kerošević, der für den Mord an dem Polizisten angeklagt wurde, bekam mit „Tod durch Hängen“ die Höchststrafe. Gegen den Prozess und gegen die Vollstreckung der Todesstrafe an Kerosevic wurde eine landesweite Aktion der Arbeiter begonnen. Auch das Ausland beteiligte sich an der Debatte, sodass sich die Regierung gezwungen sah, die Todesstrafe in eine 20-Jährige Gefängnisstrafe umzuwandeln.